# Portrait de Francesco Maria Della Rovere
Pour les articles homonymes, voir Portrait de Francesco Maria della Rovere (Titien).
Le Portrait de Francesco Maria Della Rovere, est une peinture à l'huile sur panneau transférée sur toile (73x64 cm), attribué à Giorgione, datant de 1502, et conservé au Kunsthistorisches Museum de Vienne.

## Histoire
L'œuvre est citée vers 1623-1624 dans les collections de la cité ducale d'Urbino, et quelques années après, en 1636, celle de Bartolomeo della Nave à Venise, qui l'a ensuite vendu à la collection Hamilton. Après 1646, il entre dans la collection constituée à Bruxelles par l'archiduc Léopold Guillaume d'Autriche, gouverneur des Pays-Bas : le tableau est reproduit en gravure dans l'ouvrage Theatrum Pictorium publié en 1660 par le peintre David Teniers le Jeune pour le compte de l'archiduc ; il passe ensuite par héritage à Léopold Ier de Habsbourg, puis est réuni avec les collections des Habsbourg dans le musée viennois.
Le jeune Francesco Maria Della Rovere est le sujet traditionnellement identifié dans la peinture, même s'il ne ressemble pas vraiment à celui (Le Jeune Homme à la pomme) peint par Raphaël.

## Description
Le personnage est représenté tourné de trois quarts vers la droite, ses mains sur une étagère, sur laquelle se trouve un casque étincelant, symbole de sa future carrière militaire. Le casque, orné d'une couronne stylisée, en bronze doré, est particulièrement intéressant pour les effets de brillance et de réfléchissement lumineux à sa surface, formant un miroir dans lequel se découvre un petit portrait de jeune femme, vue de dessous et un morceau de sa cape rouge: c'est le témoignage de l'intérêt suscité en Vénétie, à l'étude des peintres flamands et de Léonard de Vinci sur la réfraction des surfaces et des jeux de lumière.
Les cheveux doux du jeune homme tombent sur ses épaules.